# Sebastian Sorsa
Sebastian Sorsa (ur. 25 stycznia 1984 w Helsinkach) – fiński piłkarz występujący najczęściej na pozycji prawego pomocnika. Obecnie gra w HJK Helsinki.

## Kariera klubowa
Sebastian Sorsa zawodową karierę rozpoczął w klubie ze swojego rodzinnego miasta – HJK Helsinki. W zespole tym rozegrał 71 ligowych pojedynków i strzelił cztery bramki. W 2007 został wypożyczony do drużyny Klubi-04, a 2 stycznia 2008 podpisał półtoraroczny kontrakt z występującym w League One Leeds United. Przez pół roku treningów na Elland Road Sorsa nie doczekał się debiutu w pierwszej drużynie „The Peacocks” i postanowił zmienić klub.
Ostatecznie w sierpniu 2008 odszedł do beniaminka Scottish Premier League – Hamilton Academical, jednak rozegrał dla niego tylko dwa ligowe pojedynki. 25 stycznia 2009 Sorsa na zasadzie wolnego transferu wrócił do HJK Helsinki, gdzie został podstawowym zawodnikiem. 28 maja 2009 strzelił zwycięską bramkę w wygranym 1:0 pojedynku ligowym z Tampere United.

## Kariera reprezentacyjna
Sorsa ma za sobą występy w reprezentacjach Finlandii do lat 19 i 21 oraz w kadrze B. W seniorskiej reprezentacji zadebiutował w 2010.